# Геша
Геша (болг. Геша) — село в Болгарии. 
Населённый пункт находится в Габровской области, входит в общину Дряново. Население составляет 17 человек.

## Политическая ситуация
Геша подчиняется непосредственно общине и не имеет своего кмета.
Кмет (мэр) общины Дряново — Иван Илиев Николов (независимый) по результатам выборов.